# エディ・スティープルズ
エディ・スティープルズ（Eddie Steeples 1973年11月25日-）は、アフリカ系アメリカ人の俳優。

## 略歴
テキサス州出身。

## フィルモグラフィ

### 映画
- トルク Torque (2004)
- リストカッターズ Wristcutters: A Love Story (2006)
- ドリームズ・カム・トゥルー Akeelah and the Bee (2006)
- I Know Who Killed Me (2007)
- ホーム・アローン5 Home Alone: The Holiday Heist (2012)

### テレビ
- マイネーム・イズ・アール My Name Is Earl (2005-2009)